# Alfa Romeo Giulietta
Alfa Romeo Giulietta (940) je mali obiteljski automobil s petero vrata, službeno predstavljen 2010. godine na Ženevskom međunarodnom sajmu automobila. Giulietta je zamijenila model 147 2010., te se proizvodila 10 godina, točnije do 22.12.2020.
Proizvedeno je 428.739 primjeraka.

## Ažuriranje i redizajn
2013. godine na međunarodnom autosalonu u Frankfurtu predstavljena je ažurirana Giulietta. Promjene opreme uključuju novi sustav Uconnect s 5 " ili 6,5" Radionav zaslonom osjetljivim na dodir, novu prednju masku, kromirani okvir za svjetla za maglu, novi i dizajn sjedala, nove kotače (16", 17" i 18"), kao i nove boje eksterijera: Moonlight Pearl, Anodizzato Blue i Bronze. Stigla je i nova varijanta dizelskog motora, 2.0 L JTDM 2, koji razvija 150 KS i 380 Nm. Od 2014. svi motori udovoljavaju Euro 5+ (Euro 6-spreman) emisijskim standardima.
2016. je predstavljen redizajn na salonu automobila u Ženevi 2016. godine. Promjene uključuju novi logotip marke i novim slovima (predstavljeno ranije na Giulia). Dostupne su Giulietta, Giulietta Super i Giulietta Veloce. Tu je nova boja karoserije i novi dizajn felgi. Prethodna Giulietta QV je promijenjena u sportsku Veloce opremu dostupnu s motorom od 240 KS i TCT (Twin Clutch Transmission) mjenjačem, te novi dizelski motor TCT 1.6 JTDm sa 120 KS.
Za 2019. ažurirani su motori, sve Euro 6 D: 1.4 TB od 120 KS, 1.6 Multijet od 120 KS s ručnim ili automatskim mjenjačem Alfa TCT i 2.0 Multijet od 170 KS s Alfom TCT.

## Specifikacije
| Motor               | Tip motora       | Obujam           | Snaga                         | Okretni moment       | 0–100 km/h       | Max. brzina      | Godina           |
| Benzinski motori    | Benzinski motori | Benzinski motori | Benzinski motori              | Benzinski motori     | Benzinski motori | Benzinski motori | Benzinski motori |
| ------------------- | ---------------- | ---------------- | ----------------------------- | -------------------- | ---------------- | ---------------- | ---------------- |
| 1.4 TB              | I4               | 1.368 ccm        | 77 kW (105 KS) pri 5000 okr.  | 206 Nm pri 1750 okr. | 10,9 s           | 186 km/h         | 2011–2020        |
| 1.4 TB              | I4               | 1.368 ccm        | 88 kW (120 KS) pri 5000 okr.  | 206 Nm pri 1750 okr. | 9,4 s            | 195 km/h         | 2010–2020        |
| 1.4 TB MultiAir     | I4               | 1.368 ccm        | 125 kW (170 KS) pri 5500 okr. | 250 Nm pri 2500 okr. | 7,8 s            | 218 km/h         | 2010–2020        |
| 1.4 TB MultiAir TCT | I4               | 1.368 ccm        | 125 kW (170 KS) pri 5500 okr. | 250 Nm pri 2500 okr. | 7,7 s            | 218 km/h         | 2011–2020        |
| 1750 TBi            | I4               | 1.742 ccm        | 173 kW (235 KS) pri 5500 okr. | 340 Nm pri 1900 okr. | 6,8 s            | 242 km/h         | 2010–2013        |
| 1750 TBi            | I4               | 1.742 ccm        | 177 kW (240 KS) pri 5750 okr. | 340 Nm pri 2000 okr. | 6,0 s            | 244 km/h         | 2014–2020        |
| Dizelski motori     |                  |                  |                               |                      |                  |                  |                  |
| 1.6 L MultiJet      | I4               | 1.598 ccm        | 77 kW (105 KS) pri 4000 okr.  | 280 Nm pri 1750 okr. | 11,3 s           | 185 km/h         | 2010–2020        |
| 1.6 L MultiJet      | I4               | 1.598 ccm        | 88 kW (120 KS) pri 3750 okr.  | 320 Nm pri 1750 okr. | 10,0 s           | 195 km/h         | 2015–2020        |
| 2.0 L MultiJet      | I4               | 1.956 ccm        | 103 kW (140 KS) pri 3750 okr. | 350 Nm pri 1500 okr. | 9,0 s            | 205 km/h         | 2010–2020        |
| 2.0 L MultiJet2     | I4               | 1.956 ccm        | 110 kW (150 KS) pri 3750 okr. | 380 Nm pri 1750 okr. | 8,8 s            | 210 km/h         | 2014–2020        |
| 2.0 L MultiJet      | I4               | 1.956 ccm        | 125 kW (170 KS) pri 4000 okr. | 350 Nm pri 1750 okr. | 8,0 s            | 218 km/h         | 2010–2020        |
| 2.0 L MultiJet TCT  | I4               | 1.956 ccm        | 125 kW (170 KS) pri 4000 okr. | 350 Nm pri 1750 okr. | 7,9 s            | 218 km/h         | 2011–2020        |
| 2.0 L MultiJet TCT  | I4               | 1.956 ccm        | 129 kW (175 KS) pri 4000 okr. | 350 Nm pri 1750 okr. | 7,8 s            | 219 km/h         | 2014–2020        |
| Plin                |                  |                  |                               |                      |                  |                  |                  |
| 1.4 LPG Turbo       | I4               | 1.368 ccm        | 88 kW (120 KS) pri 5000 okr.  | 206 Nm pri 1750 okr. | 10,3 s           | 195 km/h         | 2011–2020        |